# Sunrise, Florida
Sunrise este un oraș situat în comitatul Broward din statul Florida, Statele Unite ale Americii. Este principalul oraș din zona metropolitană Miami. La recensământul din 2020, orașul avea o populație de 97.335 de locuitori.

## Istoric
În anul 1960, Norman Johnson, un dezvoltator imobiliar născut în statul Iowa, a cumpărat aproximativ 1.000 de hectare de pământ în zona de sud-vest a comitatului Broward, în schimbul sumei de 9 milioane de dolari. Johnson a numit zona Sunrise Golf Village, iar în 1961 deja existau aici 350 de rezidenți.
Johnson și F. E. Dykstra au dezvoltat și au construit o „casă cu susul în jos” și au atras astfel potențiali cumpărători. Casa a fost complet mobilată iar zona din fața casei avea și un automobil răsturnat. Interesul public a crescut prin numeroasele știri prezentate, între care și un articol în revista Life. Structura a devenit o atracție națională care a atras mii de vizitatori. Mulți dintre cei veniți să stea pe tavanul casei au cumpărat case în zonă.
Primul primar ales al orașului a fost John Lomelo Jr., fost patron de club de noapte din Miami, atras la Sunrise Golf Village de casa cu susul în jos.

## Incidentul Google Maps
În septembrie 2010, Sunrise a „dispărut” de pe Google Maps. Cei care încercau să ajungă cu mașina în Sunrise folosind aplicația erau direcționați spre Sarasota, Florida. A fost a treia oară când acest incident s-a întâmplat în istoria Sunrise.

## Economie

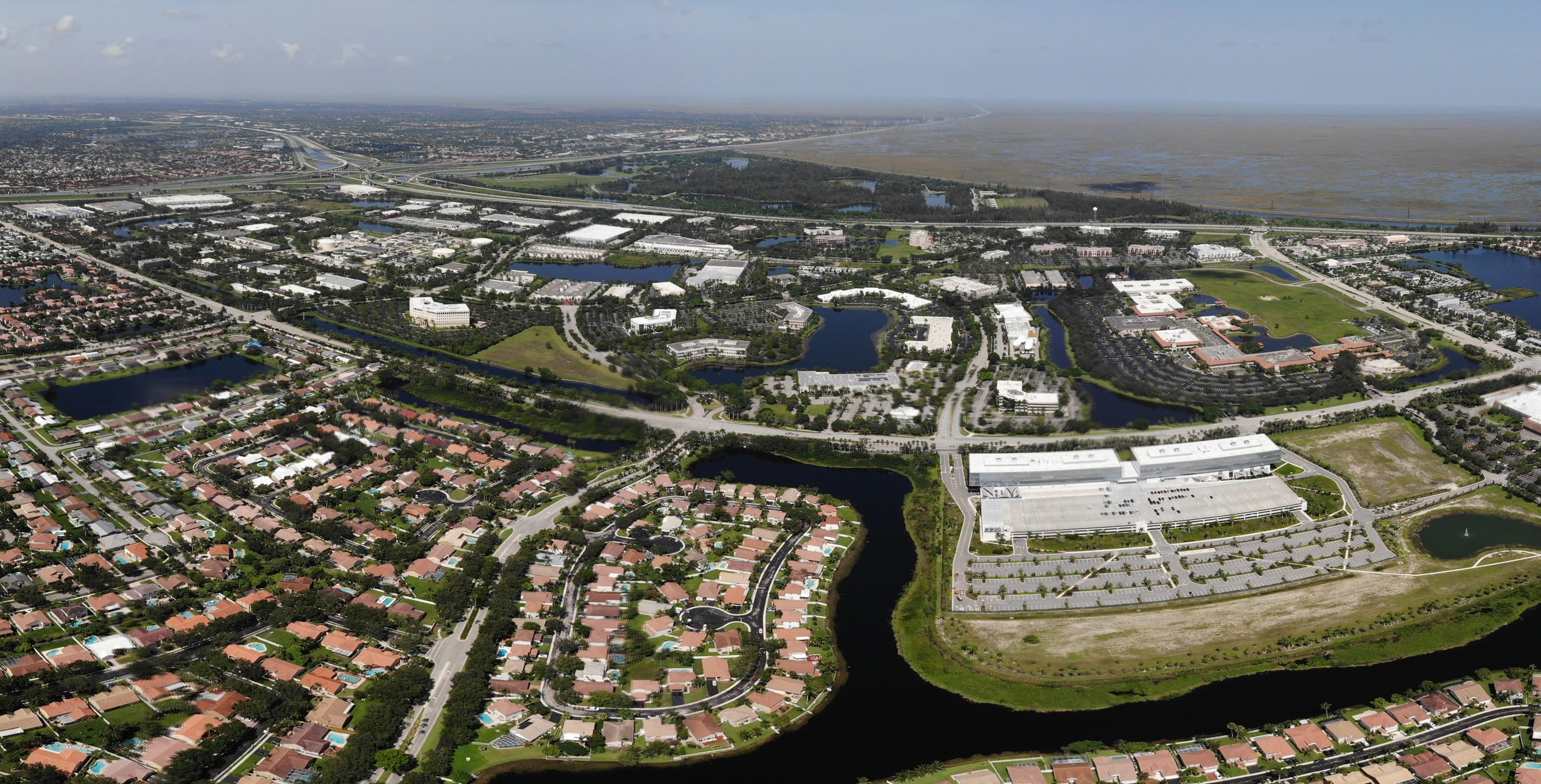
Imagine panoramică aeriană a Sawgrass Corporate Parkway din Sunrise, unde se situează birourile American Express. Parcul Everglades se vede în depărtare.

În Sunrise se află sala de sport FLA Live Arena în care își dispută meciurile de acasă echipa de hochei pe gheață Florida Panthers din NHL. Tot în Sunrise are sediu și compania suedeză IKEA.
Sunrise include sedii regionale ale companiilor AT&T, United Healthcare, Mednax, BlackBerry, General Dynamics, Publix, Norwegian Cruise Line (NCL), Marsh Insurance, CoreLogic, T-Mobile, Sunshine Health, HBO - sediul pentru America Latină.
Call-centerul pentru Statele Unite al companiei Air France se află în Sawgrass Technology Park din Sunrise.
CIGNA Healthcare are în Sunrise un centru major de servicii și operații.
Emerson Electric Company a anunțat în 2011 că își mută sediul pentru America Latină în Sawgrass International Corporate Park.
Primăria Sunrise a anunțat în 2012 un program de atragere a noi cumpărători de locuințe. Prin acest program, orașul oferea noilor proprietari aproximativ 2.000 de dolari pentru îmbunătățiri aduse caselor.

## Vedeți și
- Listă de orașe din statul Florida